# Sama (canção)
"Sama" ("Sozinha") foi a canção que representou a Polónia no Festival Eurovisão da Canção 1995 que teve lugar no sábado 13 de maio de 1995, em Dublin na Irlanda.
A referida canção foi interpretada em polaco por Justyna. Foi a primeira canção a ser interpretada na noite do festival, antes da canção irlandesa "Dreamin'". Terminou o festival em 18.º lugar (entre 23 participantes), tendo recebido um total de 15 pontos. No ano seguinte, a Polónia fez-se representar com o tema "Chcę znać swój grzech...", interpretado por Kasia Kowalska.

## Autores
- Letra: Wojciech Waglewski
- Compositor: Mateusz Pospieszalski e Wojciech Waglewski
- orquestrador: Noel Kelehan

## Letra
A canção em termo de letra é algo elíptica. Justyna canta sobre como se sente sozinha, comparando o seu estado de pensamento a uma "pequena pulga". Ela vai ao ponto de dizer "Como se Deus, o bom Deus|não amasse pequenas pulgas".